# Chocopunch
Chocopunch es un producto de confitería a base de cacao y avellana hecho en Perú bajo la marca Winter's propiedad de Compañía Nacional de Chocolates de Perú SA.  
Aunque Chocopunch se conoce desde la década de 1980, la marca se registró en Perú en 1995 y comenzó a producirse en 1997 por Good Foods SA, con sede en Lima, que fue adquirida el 1 de febrero de 2007 por Grupo Nacional de Chocolates con sede en Colombia a través de su filial peruana Compañía Nacional de Chocolates de Perú SA. Esta empresa recibió un registro de marca internacional Clase 30 (alimentos básicos) para "Chocopunch" el 17 de diciembre de 2007.

## Marketing
El lema de Chocopunch, dirigido a menores, es "Chocopunch! ¡Punch! Punch!".
Un aspecto promocional clave de Chocopunch a lo largo de los años ha sido las cucharitas de plástico de colores, en forma de diferentes personajes de películas, televisión y videojuegos, que se obtienen como premios en el empaquetado. Se han introducido varias series con licencia, entre ellas: Bakugan Battle Brawlers (2011), Barney, Choko (personaje de dibujos animados de la marca Winter), Digimon, Dinos (2003), Dragon Ball, Dragon Ball Z (2011), dos series diferentes de El Chavo, Garfield, La Era de Hielo 3 (2009), Looney Tunes, The Mask, Pataclaun, Pokémon, Popeye (1992–93), Power Rangers, Rugrats, Spider-Man 3, Bob Esponja, Los Caballeros del Zodiaco, Star Wars, y Tom y Jerry.

## Productos
- Chocopunch Chocolatissimo: una crema de confitería con tres sabores (chocolate, avellana y caramelo) combinados en un contenedor de 15 gramos. Empaquetado con Chocopunch vienen cucharitas en forma de la gota de chocolate "Choko". Las minicucharas moldeadas por inyección vienen en seis formas diferentes y cinco colores diferentes, con un total de 30 artículos diferentes en la colección.[6]
- Chocopunch 'El Chavo' - Una crema de confitería con dos sabores (chocolate y vainilla) combinados en contenedor de 17 gramos. Empaquetado con Chocopunch El Chavo hay minicucharas en forma de personajes de la serie de televisión de dibujos animados El Chavo del Ocho. Las mini cucharas de plástico moldeado por inyección vienen en 12 formas diferentes y cinco colores diferentes, con un total de 60 artículos diferentes en la colección. Este producto tiene licencia de Televisa Consumer Products y tiene derechos de autor de Roberto Gómez Bolaños.